# Observatorio oceanográfico de Banyuls-sur-Mer

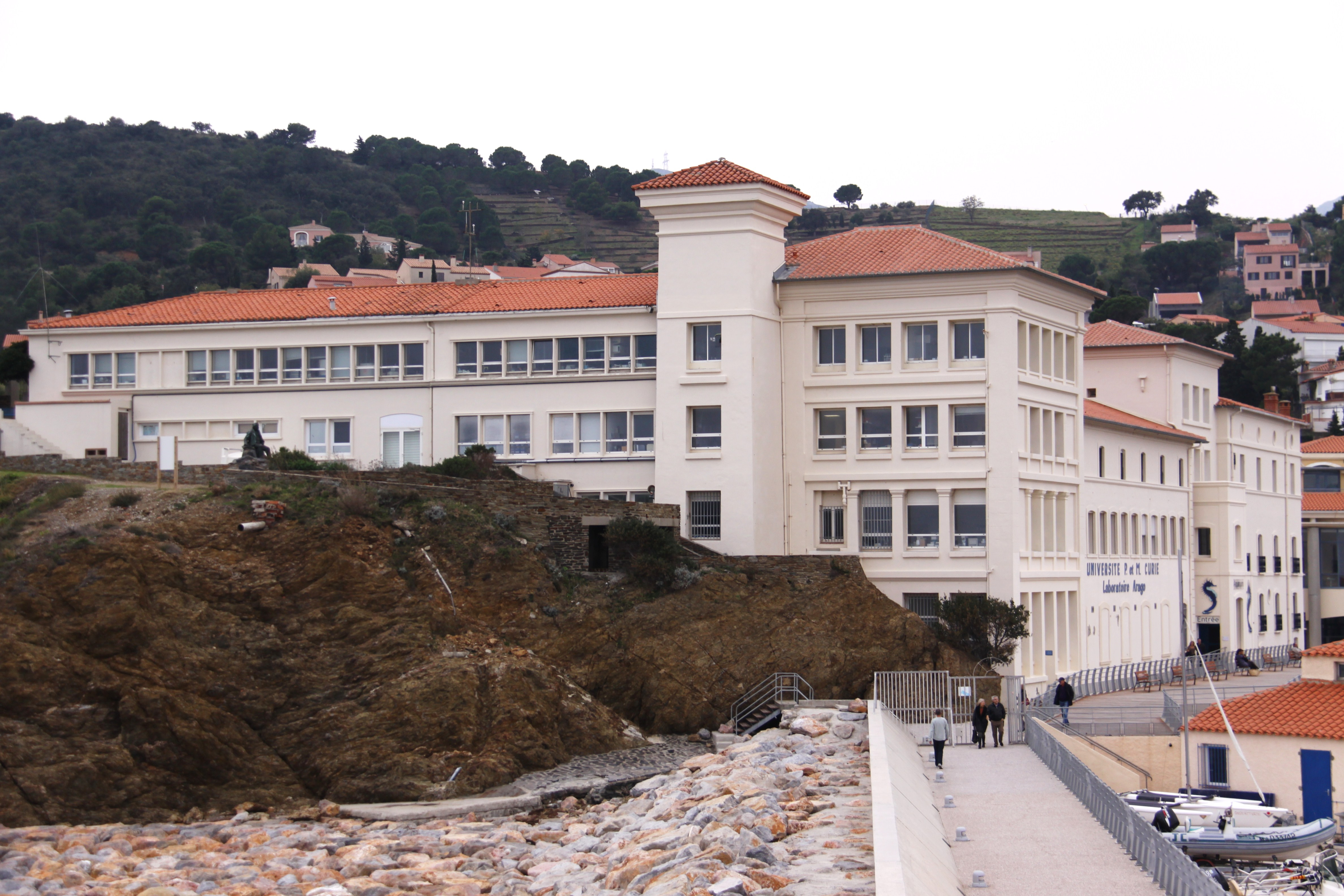
Observatoire océanologique de Banyuls-sur-Mer

El Observatoire océanologique de Banyuls-sur-Mer, también conocido como el Laboratoire Arago, es una estación marina situada en Banyuls-sur-Mer, en la costa mediterránea de Francia. La estación marina se compone de varios laboratorios de investigación conjunta operados por UPMC-Paris 6 (Universidad Pierre y Marie Curie) y el Centro Nacional para la Investigación Científica de Francia (CNRS) y una unidad administrativa. Los edificios y terrenos son parte de la UPMC-Paris 6 campus y es el principal punto de estudio de la reserva natural marina de Cerbère-Banyuls.
La estación marina también alberga un pequeño acuario público y un jardín público.

## Historia
Fue fundada en 1881 por Henri de Lacaze-Duthiers.
Después de la fundación de la Estación biológica de Roscoff en el Canal Inglés en 1872, El zoólogo de la Sorbona, el profesor Henri de Lacaze-Duthiers, deseaba establecer una segunda estación marítima en el Mediterráneo. El sitio en Banyuls-sur-Mer fue seleccionado sobre otro sitio en Port-Vendres, debido a una oferta económica más favorable por el pueblo. El acuario público estaba en funcionamiento antes de 1885.
La construcción del edificio principal se inició en 1881. La estación se inauguró oficialmente en 1882 bajo el nombre de "Laboratoire Arago" nombrada en honor a François Arago, que nació en la misma región.

## Misión
El Laboratoire Arago y sus dos estaciones hermanas en Roscoff y Villefranche-sur-Mer, comparte dos misiones comunes: la promoción de la educación y la investigación en ciencias del mar. Los tres sitios tienen instalaciones compartidas y restaurante en las instalaciones a disposición de los científicos visitantes y estudiantes en apoyo de estas misiones.